# Liste der Monuments historiques in Crécy-la-Chapelle
Die Liste der Monuments historiques in Crécy-la-Chapelle führt die Monuments historiques in der französischen Gemeinde Crécy-la-Chapelle auf.

## Liste der Bauwerke
| Bezeichnung                                       | Beschreibung                  | Standort                          | Kennzeichnung | Schutzstatus | Datum | Bild           |
| ------------------------------------------------- | ----------------------------- | --------------------------------- | ------------- | ------------ | ----- | -------------- |
| Ehemalige Stiftskirche Notre-Dame-de-l’Assomption | Erbaut ab dem 13. Jahrhundert | (Lage)                            | PA00086915    | Classé       | 1846  | weitere Bilder |
| Hôtel Grand-Jean de Lumière                       | Erbaut im 18. Jahrhundert     | 39, rue du Général-Leclerc (Lage) | PA00086916    | Inscrit      | 1984  | weitere Bilder |

## Liste der Objekte

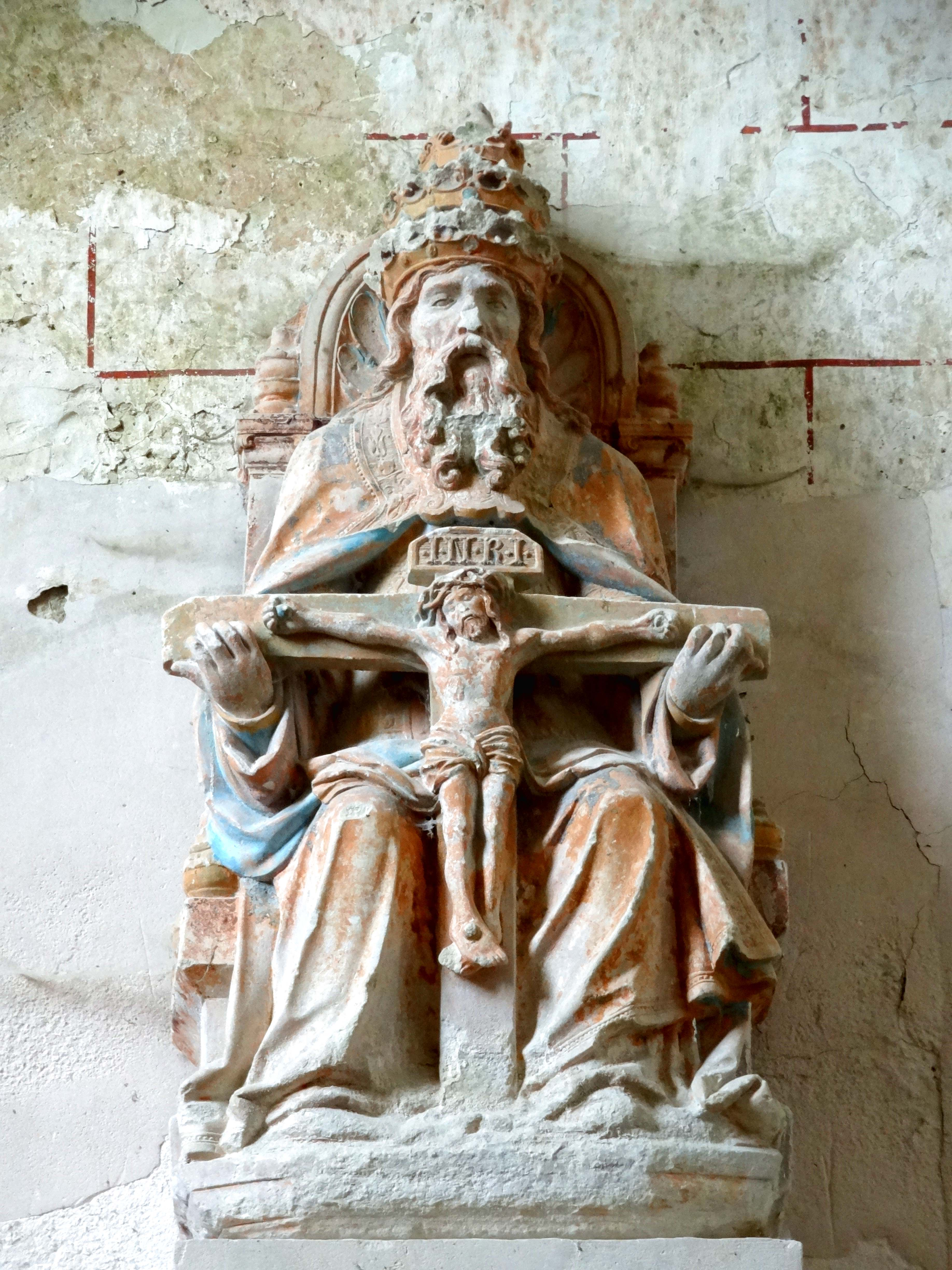
Skulptur Gnadenstuhl (15. Jahrhundert) in der Kirche Notre-Dame-de-l’Assomption

- Monuments historiques (Objekte) in Crécy-la-Chapelle in der Base Palissy des französischen Kultusministeriums